# Adler Károly (építész)
Adler Károly, később Adorján Károly (Pest, 1849. augusztus 18. [keresztelés dátuma] – Miskolc, 1905. október 16.) építész, Miskolc városi főmérnöke, több ismert miskolci épület tervezője.

## Életútja
Adler Károly gőzmalomtulajdonos és Krausz Alojzia fiaként született. Felsőfokú tanulmányait Budán, a Királyi József Műegyetemen végezte. 1872-ben végzett, és ezután először az Andrássy úti mérnöki hivatalban, majd a központi Fővárosi Mérnöki Hivatalban dolgozott.  
1880-ban sikerrel pályázta meg Miskolc főmérnöki állását. A hatalmas károkat okozó nagy miskolci árvíz csak két éve történt, ezért elkerülhetetlen volt a Szinva szabályozása. Ezt 1881-ben az ő tervei és felügyelete mellett végezték el. 1884-ben felmérte a települést, elkészítette Miskolc térképét.  
Számos középületet tervezett a város számára, például az Erzsébet Közkórház épületegyüttesét, az Erzsébet fürdőt, a Korona szállót, a városi közvágóhidat, a Rudolf laktanyát, a református gimnáziumot. Más városok számára is tervezett laktanyákat: „a fehérvári, losonci, marosvásárhelyi, munkácsi katona laktanyák … tervezetét készíté”. 1894-ben Lippay Bélával együtt elkészítette az árvíz utáni első városrendezési tervet. Az 1896-ban, a millenniumi ünnepségekre megjelentetett kiadványában összefoglalta addigi munkásságát, megvalósult középületeinek alap- és homlokzati rajzaival. 
1896 után már nem tervezett középületet, de magánépületeket igen, azonban erről maga nem készített kimutatást, egyéb forrás sem ismert róluk. Családjával a Kazinczy utca 16. (1902-től 18.) szám alatti, 1884-ben tervezett házában élt. Adler 1903-ban Adorjánra magyarosította a nevét.
1897-ben megpályázta Debrecen főmérnöki állását. Nem nyerte el, de a pályázatról nem maradtak fenn adatok. 1904-ben – Miskolc általános városrendezési terve körüli viták és bonyodalmak miatt – kérte nyugdíjazását. A város ezt a kérést teljesítette, utóda Szűcs Sándor lett. Adler ezután 1905-ben „műépítési és építési vállalkozói ipar gyakorlására” irodát nyitott, ám még abban az évben elhunyt. Temetése „rendkívül nagy részvét mellett” zajlott a mindszenti katolikus temetőben. Felesége Pietsch Mária volt.
Miskolcon 1992 óta utca viseli a nevét.

## Általa tervezett épületek
- Búza téri vásárcsarnok (1885)
- Rudolf gyalogsági laktanya, Zsolcai kapu (1889)
- Közvágóhíd (1891–92)[4]
- Erzsébet fürdő (1893)
- Korona szálló (1894)
- Erzsébet tér–Széchenyi utca saroképület (polgármesteri rezidenciának épült, földszintjén található az Arany Szarvas Gyógyszertár) (1897)
- Erzsébet Közórház, ma Semmelweis kórház (1900)
- Lévay József Református Gimnázium épülete

## Főbb művei
- Emlékirat Miskolcz város szabályozása tárgyában. Társszerző: Lippay Béla. Miskolc, 1894
- Miskolcz város középületei (1881–1896). Miskolc, 1896

## Galéria

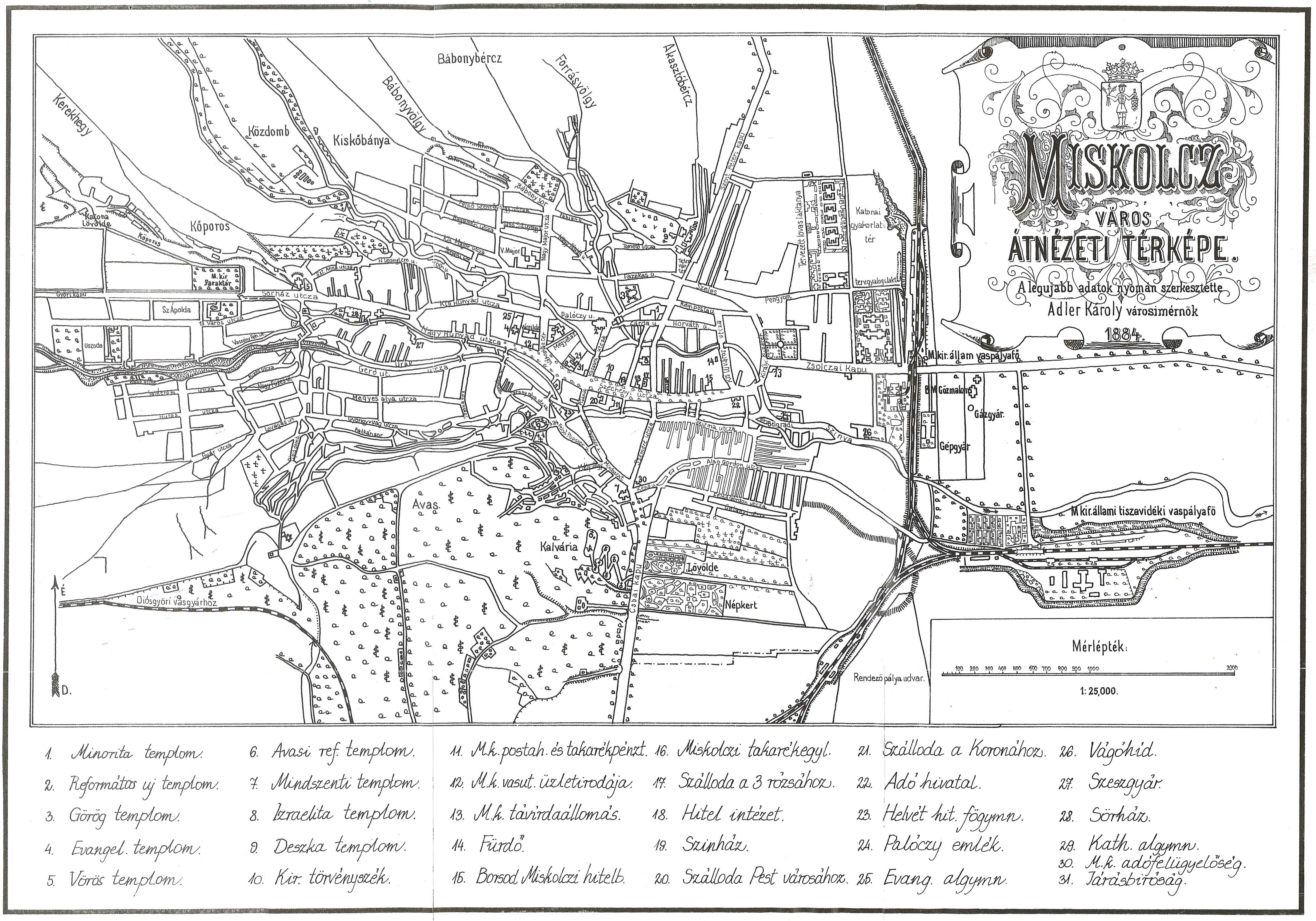
Miskolc város térképe (Adler, 1884)
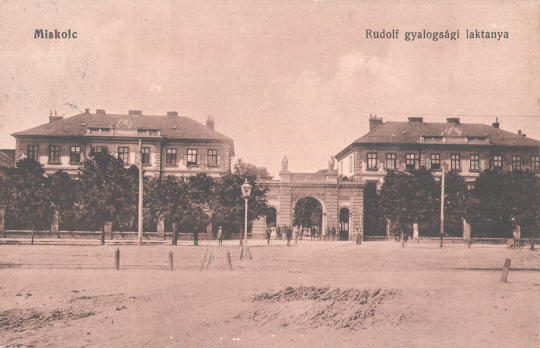
A Rudolf gyalogsági laktanya korabeli képeslapon
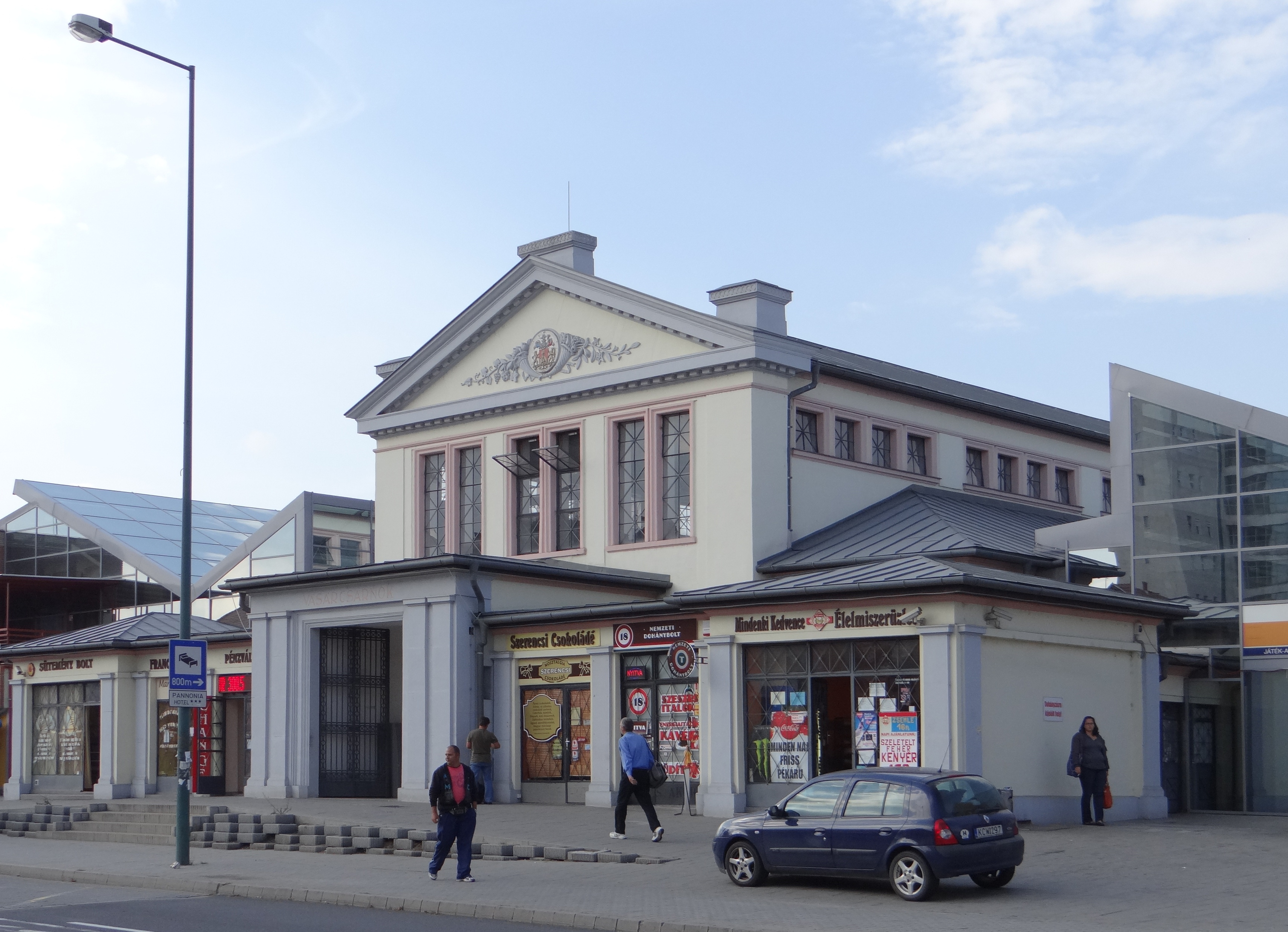
A Búza téri vásárcsarnok
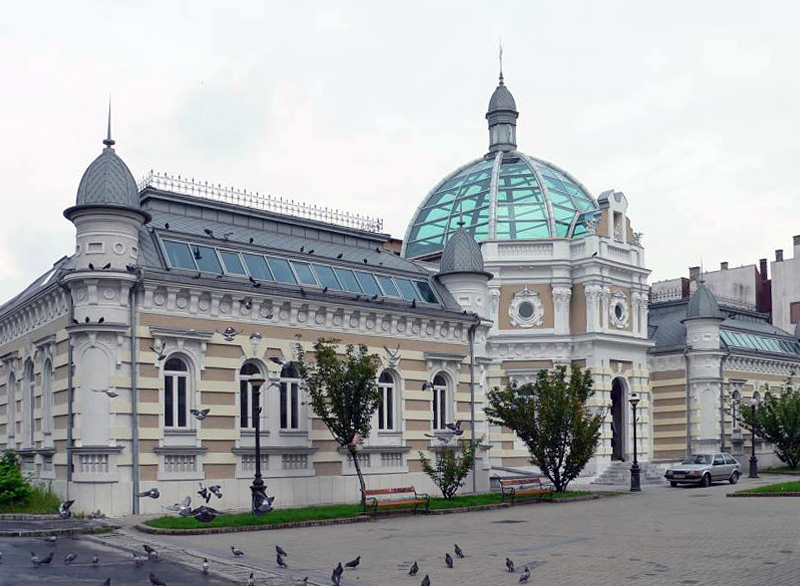
Az Erzsébet fürdő
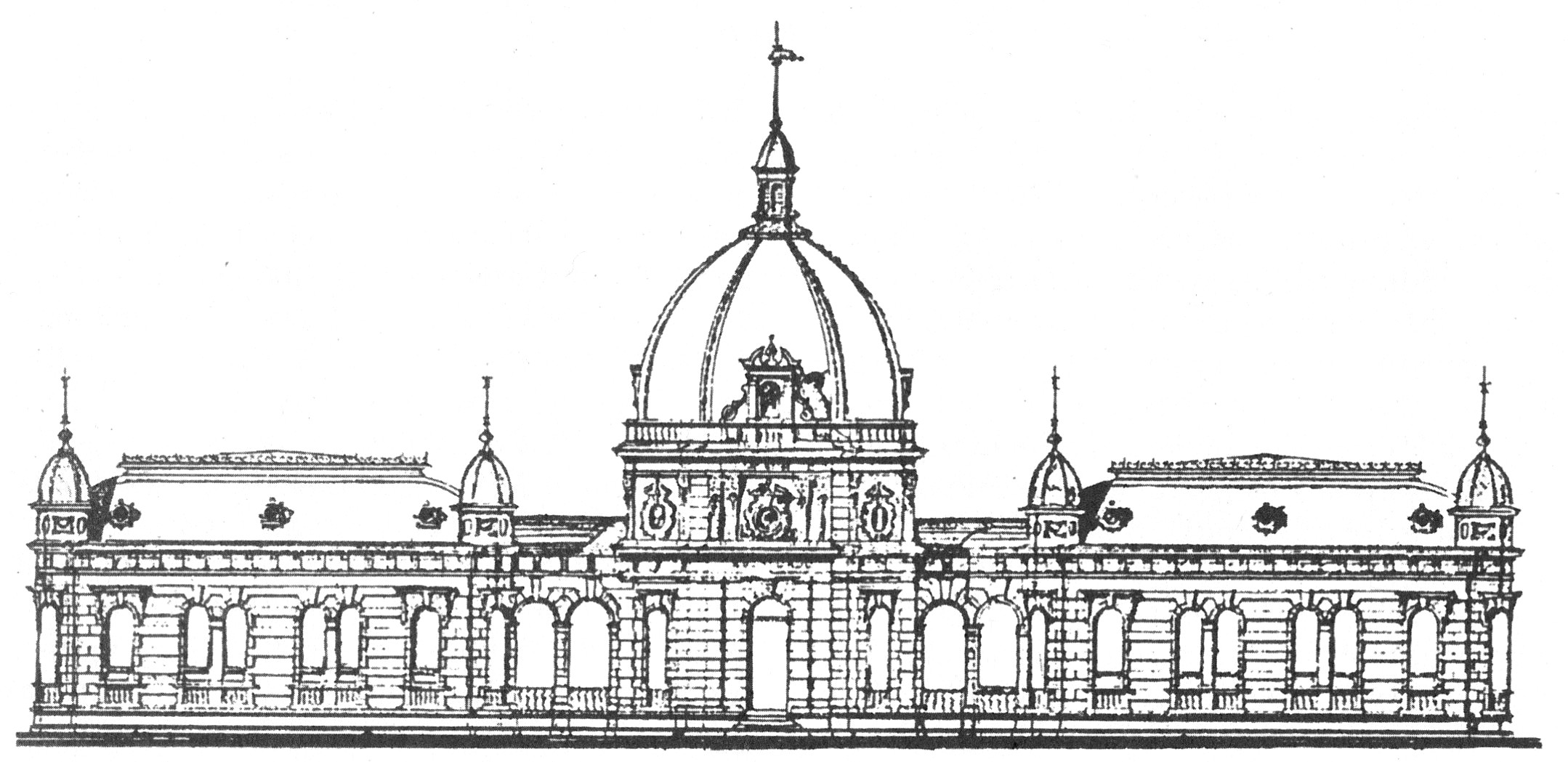
Az Erzsébet fürdő homlokzati rajza (Adler, 1896)
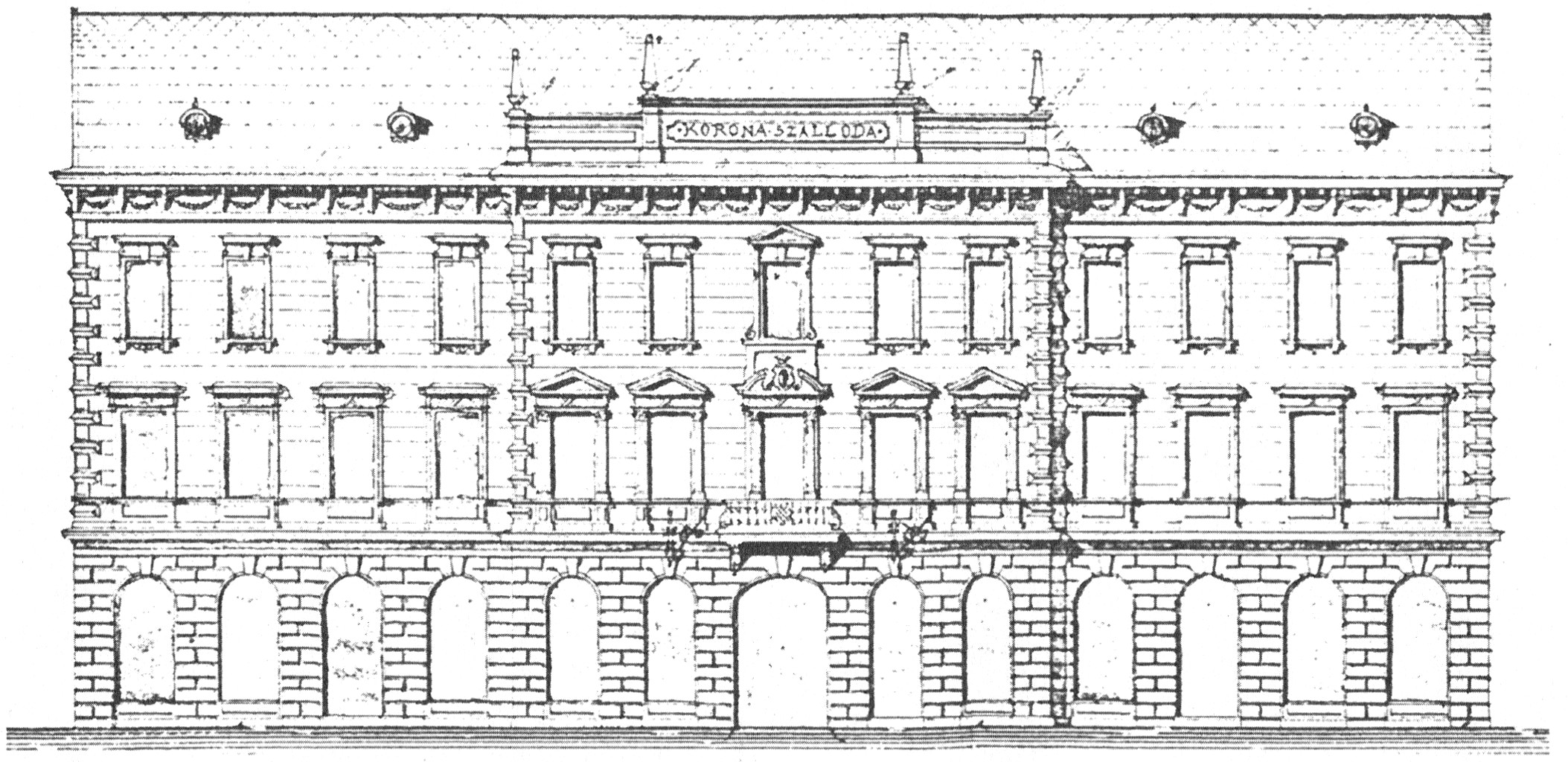
A Korona szálló homlokzati rajza (Adler, 1896)
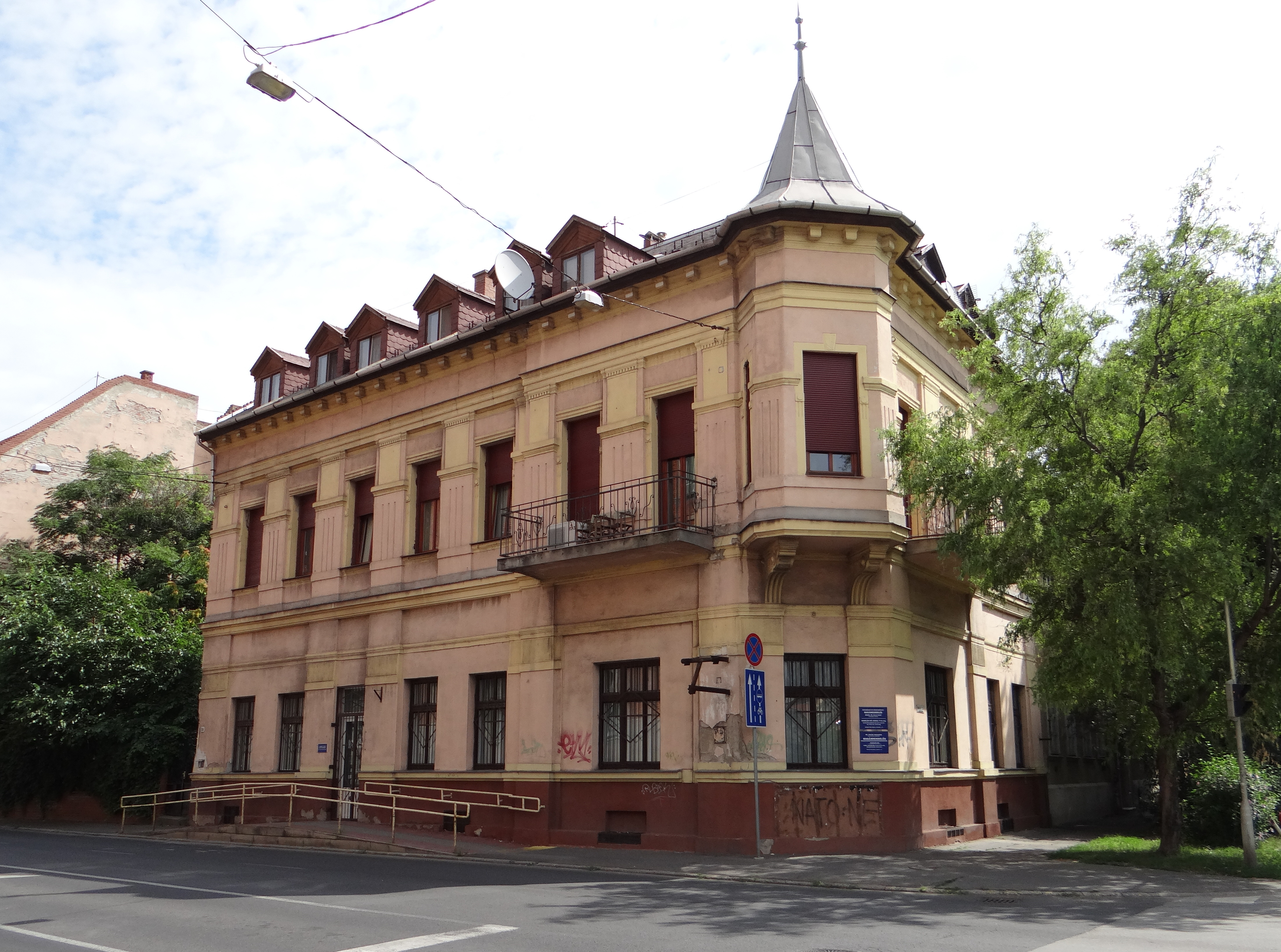
Lakóháza a Kazinczy utcán
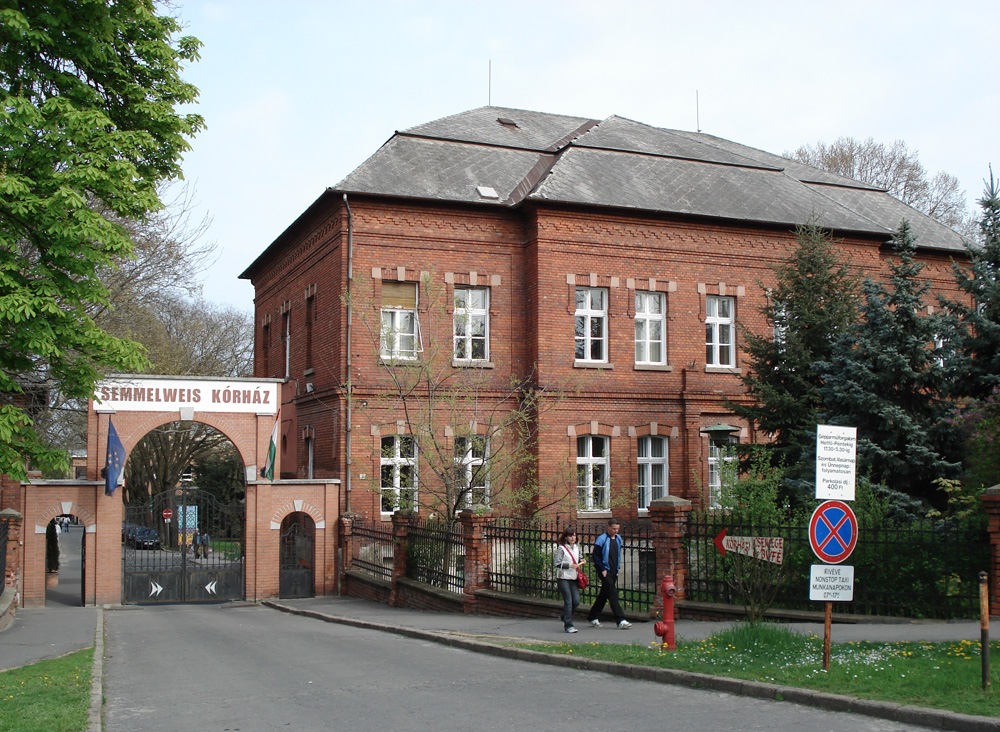
Az egykori Erzsébet Közkórház bejárata és igazgatósági épülete
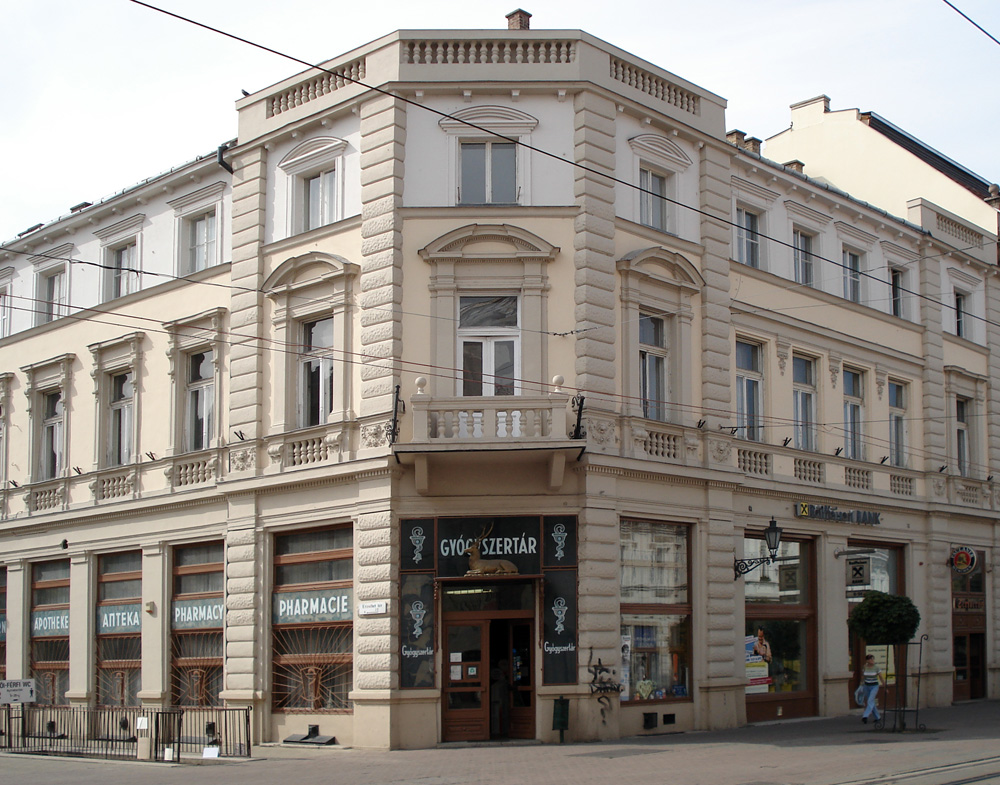
Erzsébet tér–Széchenyi utca saroképület
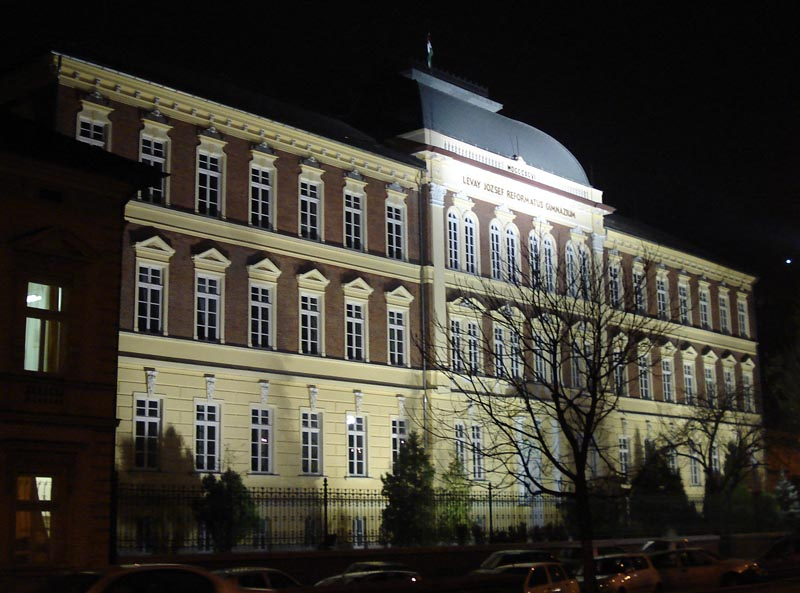
A Lévay József Református Gimnázium éjjel